# Broń ćwiczebna

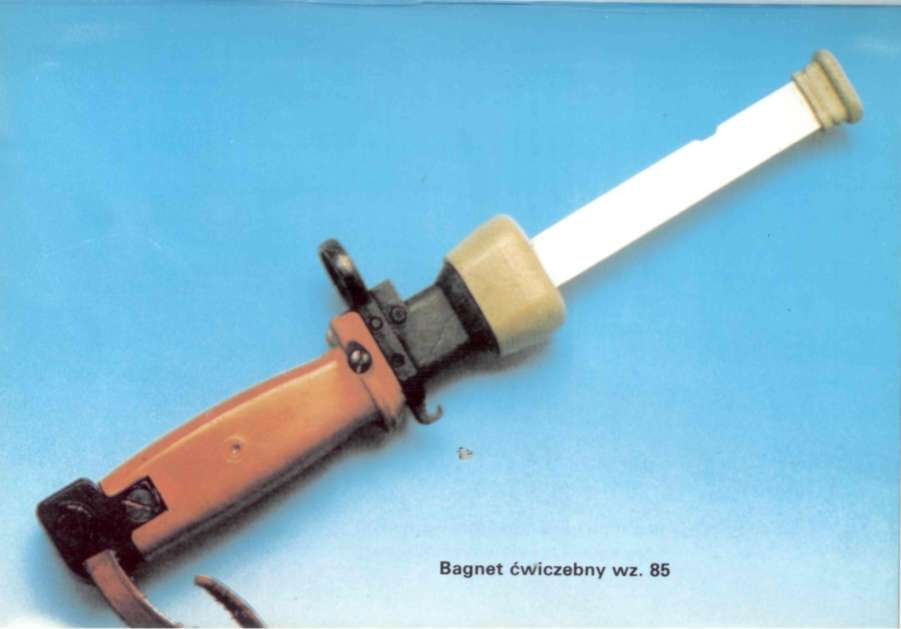
Bagnet ćwiczebny „Gal” z głownią chowającą się w rękojeści podczas zadawania pchnięcia

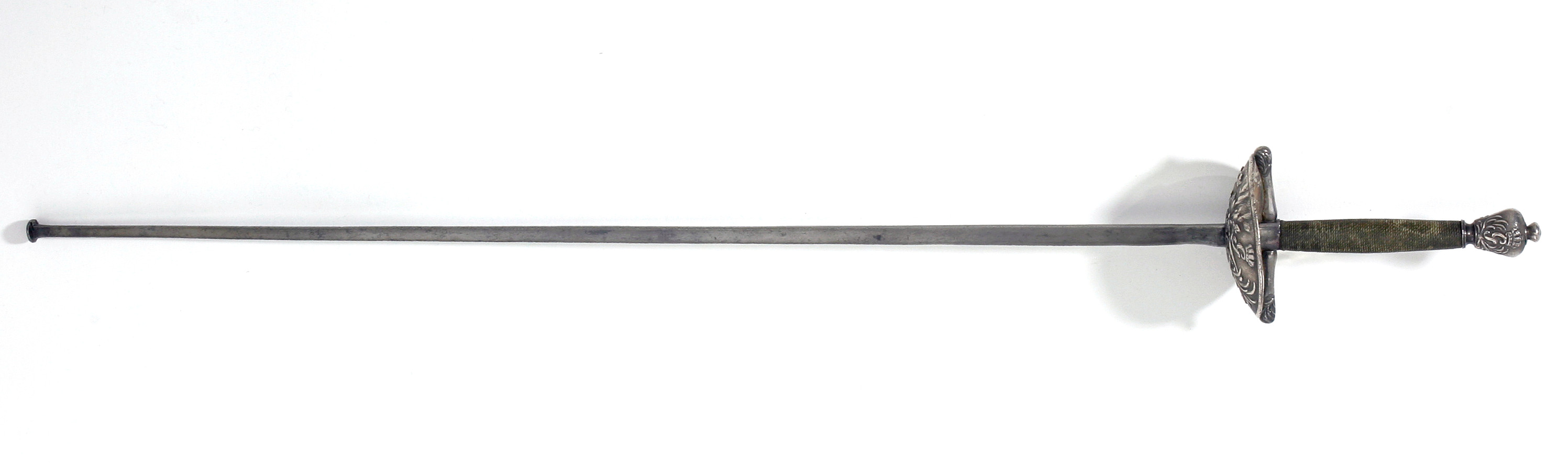
Floret z głownią zakończoną tępą puntą

Broń ćwiczebna – broń o specjalnej konstrukcji umożliwiająca wykonywanie ćwiczeń pozwalających na nabywanie wprawy w posługiwaniu się bronią bojową lub myśliwską, jednak bez ryzyka poważnego uszkodzenia ciała. 

## Charakterystyka
Przyjmuje się założenie, że broń ćwiczebna powinna zachować jak najwięcej cech upodabniających ją do broni używanej w rzeczywistych działaniach, np. pod względem wagi, kształtu, sprężystości itp.

Broń tego typu przeznaczona jest też do ćwiczeń musztry, szkolenia ogniowego i specjalnego. W wojsku jako broń ćwiczebną wykorzystuje się wycofane ze względu na zużycie  i nie spełniające  odpowiednich wymagań egzemplarze broni bojowej.
Broń ćwiczebna była bardzo szeroko stosowana, szczególnie w okresach, gdy wysoki poziom umiejętności i wprawy w posługiwaniu się bronią białą miał ogromne praktyczne znaczenie; obecnie broń ćwiczebna jest stosowana w niektórych sztukach i sportach walki.
Z broni ćwiczebnej wykształciło się wiele rodzajów współczesnej broni sportowej, której konstrukcja i cechy o wiele bardziej odbiegają od swych pierwowzorów niż w przypadku konstrukcji i cech broni ćwiczebnej.
Podobnie jak w przypadku ogólnej klasyfikacji broni, broń ćwiczebną można podzielić na broń zaczepną i broń ochronną.
Broń ćwiczebna - zaczepna:
- przykłady: bokken, Iaitō, floret, palcat, rękawice (łagodzące siłę zadawanego ciosu), shinai, strzały ze stępionymi grotami
- sposoby modyfikowania jej konstrukcji:
  - zastosowanie słabszego materiału (np. drewno zamiast metalu)
  - stępienie metalowego ostrza lub grotu
  - owinięcie części broni miękkim, amortyzującym materiałem (skóra, tkanina, słoma, pakuły, gąbka itp.)

Broń ćwiczebna - ochronna:
- wszelkiego rodzaju ochraniacze, protektory i tarcze: maski, kaski, okulary, rękawice (chroniące dłonie i przedramiona przed skutkami otrzymywanych uderzeń), ochraniacze łokci, kolan, suspensoria, nabiodrki, nagolenniki itp.).